# Raionul Balatina
Raionul Balatina (în rusă Болотинский район) a fost o unitate teritorial-administrativă din RSS Moldovenească, care a existat de la 11 noiembrie 1940 până la 9 ianuarie 1956.

## Istorie
La fel ca majoritatea raioanelor RSS Moldovenești, raionul Balatina a fost înființat pe 11 noiembrie 1940, iar centru raional a fost desemnat satul Balatina.
Până la 16 octombrie 1949 raionul a fost în componența județului Bălți, iar după abolirea divizării pe ținuturi a intrat în subordonare republicană. 
Din 31 ianuarie 1952 până în 15 iunie 1953, raionul a intrat în componența districtului Bălți, după abolirea districtelor din RSSM a redevenit din nou în subordonare republicană.
La 9 ianuarie 1956 raionul Balatina, împreună cu un număr de alte raioane a fost eliminat, ulterior teritoriul său a fost împărțit între raioanele: Glodeni și Rîșcani.

## Divizare administrativă
Ca stare la 1 ianuarie 1955, raionul includea 14 consilii sătești: Balatina, Brăniște, Camenca, Călinești, Ciuciulea, Cobani, Costești, Cuhnești, Duruitoarea, Hîncești, Mălăiești, Petrușeni, Șaptebani și Viișoara.